# Schistophleps bicolora
Schistophleps bicolora là một loài bướm đêm thuộc phân họ Arctiinae, họ Erebidae.